# Rhaphuma minuta
Rhaphuma minuta är en skalbaggsart som beskrevs av Maurice Pic 1943. Rhaphuma minuta ingår i släktet Rhaphuma och familjen långhorningar. Inga underarter finns listade i Catalogue of Life.